# Premio Villa de Bilbao de cuentos
El Premio Villa de Bilbao de cuentos fue el primer concurso de narrativa corta organizado por el Ayuntamiento de Bilbao  y nada más instituirse fue objeto de polémica.
Su primera y única edición fue convocada en agosto de 1980. A finales de noviembre de ese mismo año el jurado dio como ganadores al escritor navarro Juan Jesús Fernández de Retana con el cuento titulado Epitafio del desalmado Alcestes Pelayo, en la modalidad en castellano, y al entonces preso Joseba Sarrionandia con el cuento Enperadore eroa (El emperador enloquecido), en la modalidad en euskera. El jurado para los cuentos en lengua castellana lo integraron Ramiro Pinilla, Luis de Castresana y Gregorio Sanjuán, mientras que para los cuentos en lengua vasca estuvo formado por Angel Zelayeta, Iñaki Zubiri y Alfonso Irigoyen. La corporación municipal realizó una edición de mil ejemplares de un libro que recogía las obras premiadas junto con una selección de una veintena de los mejores cuentos participantes y que fue prologado por el alcalde Jon Castañares, del Partido Nacionalista Vasco (PNV).
El 9 de junio de 1981, Jon Castañares ordenó la incineración de dicha edición, con el respaldo de todos los concejales del PNV, salvándose de la quema unos cien ejemplares. Desde el PNV se justificó esta decisión al considerar que así se respondía al sentir de su electorado ante un libro que calificaron de «blasfemo» por contener «palabras malsonantes» y «soeces, útero, por ejemplo», lo que hacía que no fuera apto para ser repartido en las escuelas. Esto generó la protesta de todos los grupos políticos de izquierda del ayuntamiento; los cuales, además de requerir explicaciones al alcalde, interpusieron una denuncia ante el juzgado de guardia e interpelaron al Gobierno Vasco para que se pronunciara ante lo que consideraron un «deterioro del patrimonio cultural y editorial del País Vasco». Ese mismo año, a iniciativa del colectivo de libreros, editores, distribuidores, entidades culturales y críticos literarios, se realizó una edición especial con el nombre de Cuentos incombustibles, que reproducía los textos destruidos con una indicación cruzada en la portada que decía «Este es el libro quemado por el alcalde de Bilbao».
El 23 de febrero de 1983, una sentencia de la sala de lo contencioso-administrativo de Bilbao declaró nula la decisión del alcalde por haber conculcado los derechos de los participantes en el concurso y disponer de los bienes municipales para actuar en contra de los derechos constitucionales de libertad de expresión y de libre difusión del pensamiento e ideas. Aunque como alcalde asumió la responsabilidad, años después Jon Castañares achacó la toma de decisión a un funcionario.
El segundo certamen no llegó a realizarse como tal debido a la pretensión del PNV de reconvertirlo en un concurso de cuentos infantiles. Poco después se instituyó el Concurso de cuentos Gabriel Aresti, que vendría a reemplazarlo. Por otra parte, en 1990 el propio Ayuntamiento de Bilbao publicó el libro Bilbao Hiria ipuinak 1980-1989 con los cuentos ganadores de dichas ediciones, con el fin de corregir el error.
El Premio Villa de Bilbao de novela también desapareció, a pesar de que este concurso llevara más tiempo organizándose y haber alcanzado ya un cierto prestigio. En esta ocasión el PNV vetó a dos miembros de su jurado por motivos ideológicos, lo que provocó la dimisión del resto del jurado por solidaridad con sus compañeros; con lo que el premio fue suprimido.